# Dara Mohammed
Dara Mohammed Habeib (16 luglio 1987) è un calciatore iracheno, ala dell'Al-Quwa Al-Jawiya e della Nazionale irachena.